# Sotirios Nakos
Sotirios Nakos (gr. Σωτήρης Νάκος; ur. 3 stycznia 1949) – grecki zapaśnik walczący w stylu klasycznym. Olimpijczyk z Monachium 1972, gdzie odpadł w eliminacjach w kategorii do 68 kg.